# Balestrino
Balestrino – miejscowość i gmina we Włoszech, w regionie Liguria, w prowincji Savona.
Według danych na rok 2004 gminę zamieszkiwało 535 osób, 48,6 os./km².